# بخش واترتاون (شهرستان واشینگتن، اوهایو)
بخش واترتاون (به انگلیسی: Watertown Township) یک منطقهٔ مسکونی در ایالات متحده آمریکا است که در شهرستان واشینگتن، اوهایو واقع شده‌است.
 بخش واترتاون ۹۴٫۵ کیلومتر مربع مساحت و ۱٬۵۶۳ نفر جمعیت دارد و ۲۳۳ متر بالاتر از سطح دریا واقع شده‌است.